# A2 Racer II
A2 Racer II es un videojuego de carreras de 1998 desarrollado y publicado por Davilex Games para PlayStation y Windows. Es la secuela de A2 Racer.

## Jugabilidad
En A2 Racer II se tiene que correr en el siguiente orden: por Ámsterdam, La Haya, Rotterdam y de nuevo por Amsterdam, pero con más policías.
Quien tenga la puntuación media más alta gana el juego. Una gran cantidad de otros usuarios del tráfico obstaculizan en el juego que pueden causar colisiones. La policía también hace todo lo posible para detener al jugador. Las rutas por las ciudades suelen ser bastante largas. Conduciendo sobre radares de tráfico puede ganar dinero extra por cada recorrido. Cada pista se corre dos veces. Se puede reparar los daños en el coche y recargar el "turbo" conduciendo a través de una gasolinera en la pista.

## Coches
En el juego, los coches tienen un nombre ligeramente diferente al nombre real, para evitar problemas de derechos de autor. Se puede correr con un Trabant (Brabant), Opel Astra (Opol Astro), Volkswagen New Beetle (Wolfswagen), BMW Z3 (BWM Z3.5), Porsche 911 (PARCHE 913), Mercedes-Benz CLK GTR (Mersedes SLK GTR) y un Lamborghini Diablo (Lambdaghini).